# Patricia Gibney
Patricia Gibney (ur. w 1962 w Mullingar) – irlandzka pisarka, twórczyni cyklu o Inspektor Lottie Parker. Jej pierwszy kryminał sprzedał się w nakładzie 100 000 egzemplarzy w ciągu miesiąca od wydania. Po czternastu miesiącach od debiutu jej seria została sprzedana w liczbie ponad miliona egzemplarzy.
Pochodzi z Mullingar. Zaczęła pisać w ramach terapii po śmierci męża w 2009 roku. Ma trójkę dzieci.
Przez trzydzieści lat pracowała w Radzie Hrabstwa Westmeath. Swoją pierwszą książkę, powieść dla dzieci Spring Sprong Sally, wydała metodą samopublikowania. Dołączyła do Irish Writers Centre, aby poprawić swój warsztat pisarski. Następnie podpisała umowę z Bookouture, od 2017 do 2018 roku wydając cztery powieści kryminalne.

### Cykl o Inspektor Lottie Parker
- Zaginieni (ang. The Missing Ones, 2017)[5]
- The Stolen Girls (2017)[6]
- The Lost Child (2017)[7]
- No Safe Place (2018)[8]
- Ukryte blizny (2024, Wydawnictwo Bukowy Las)[9]
- Niechciane dusze (2024, Wydawnictwo Bukowy Las)[10]

### Pozostałe
- Spring Sprong Sally: In Her Spring Sprong World (2011)